# Woznessenskia finitima
Woznessenskia finitima är en insektsart som beskrevs av Andrej Vasiljevitj Gorochov 2002. Woznessenskia finitima ingår i släktet Woznessenskia och familjen Gryllacrididae. Inga underarter finns listade i Catalogue of Life.